# Random Encounters
Random Encounters — американский музыкальный веб-сериал, запущенный 7 июня 2011 года. С момента запуска сериал сотрудничал с многоканальными сетями Disney Digital Network и Maker Studios, а также один раз с IGN Entertainment.
Каждый эпизод состоит из музыкального номера (видеоряд к мюзиклам чаще всего состоит из игры актёров и косплея), основанного на популярных играх (таких, как серии видеоигр The Legend of Zelda или Pokémon). Идея шоу была придумана в 2010 году, когда пародийное видео по серии игр Sonic the Hedgehog победило в официальном соревновании компании Sega.

## История
Проект «Random Encounters» был придуман при создании пародийного видео «Needlemouse: The Musical». Эй Джей Пинкертон помогал в победе на соревновании, и компания Sega попросила их спеть песню вживую на одном из фестивалей. Затем Пинкертон и Питер стали выпускать свою музыку, основанную на видеоиграх.
Был основан 7 июня 2011 года тремя друзьями: Эндрю Джоном Пинкертоном (далее Эй Джей Пинкертон) (англ. AJ Pinkerton), Нейтом Морсом (англ. Nate Morse) и Питером Сринивасаном (англ. Peter Srinivasan). Позже присоединилась и жена последнего Спэрроу Рэйн (англ. Sparrow Rayne), более известная, как Miss Bird. Поработав с группой 6 лет, 29 октября 2017 года она объявила, что покидает Random Encounters, чтобы сосредоточиться на собственной музыке и потребовала, чтобы она была удалена из всех видео, названий и описаний к видео с канала RE, на что группа согласилась. Сразу же за своей женой RE покинул и Сринивасан. Miss Bird заменила жена Пинкертона Гвен (урожденная Сальцман (англ. Gwen Saltzman)). С тех пор группа - это трио: Эй Джей Пинкертон, Нейт Морс и Гвен Пинкертон.